# Mattisenlahti
Mattisenlahti este o arie protejată (arie de protecție specială avifaunistică — SPA) din Finlanda întinsă pe o suprafață de 63 ha, integral pe uscat.

## Localizare
Centrul sitului Mattisenlahti este situat la coordonatele 62°36′35″N 29°34′52″E / 62.6097°N 29.5811°E.

## Înființare
Situl Mattisenlahti a fost declarat arie de protecție specială avifaunistică în august 1998 pentru a proteja 50 de specii de animale.

## Biodiversitate
Situată în ecoregiunea boreală, aria protejată nu include niciun habitat protejat.
La baza desemnării sitului se află mai multe specii protejate de  păsări (50): lăcar mare (Acrocephalus arundinaceus), minunița (Aegolius funereus), rață sulițar (Anas acuta), gâscă de semănătură (Anser fabalis), stârc cenușiu (Ardea cinerea), pietruș (Arenaria interpres), ciuf de câmp (Asio flammeus), rața moțată (Aythya fuligula), buhai de baltă (Botaurus stellaris), șorecarul comun (Buteo buteo), Calidris alba, prundaș de nămol (Calidris falcinellus), bătăuș (Calidris pugnax), fugaci pitic (Calidris temminckii), erete de stuf (Circus aeruginosus), erete vânăt (Circus cyaneus), gușă vânătă (Cyanecula svecica), lebădă de iarnă (Cygnus cygnus), Emberiza aureola, presură de grădină (Emberiza hortulana), șoimul rândunelelor (Falco subbuteo), vânturel roșu (Falco tinnunculus), găinușă de baltă (Gallinula chloropus), cufundar polar (Gavia arctica), cufundar mic (Gavia stellata), cocor (Grus grus), Hydrocoloeus minutus, sfrâncioc roșiatic (Lanius collurio), Larus fuscus fuscus, pescăruș râzător (Larus ridibundus), becațină mică (Lymnocryptes minimus), rață catifelată (Melanitta fusca), rață neagră (Melanitta nigra), Mergellus albellus, codobatura galbenă (Motacilla flava), vultur pescar (Pandion haliaetus), viespar (Pernis apivorus), notatița cu ciocul subțire (Phalaropus lobatus), ciocănitoare de munte (Picoides tridactylus), ploier auriu (Pluvialis apricaria), ploier argintiu (Pluvialis squatarola), corcodel-urechiat (Podiceps auritus), corcodel-cu-gât-roșu (Podiceps grisegena), cresteț pestriț (Porzana porzana), Spatula clypeata, rață cârâitoare (Spatula querquedula), chiră de baltă (Sterna hirundo), fluierar negru (Tringa erythropus), fluierar de mlaștină (Tringa glareola), fluierarul cu picioare roșii (Tringa totanus).
Pe lângă speciile protejate, pe teritoriul sitului au mai fost identificate 22 de specii de păsări, 1 specie de amfibieni.